# Synaldis sulcata
Synaldis sulcata är en stekelart som beskrevs av Fischer 1962. Synaldis sulcata ingår i släktet Synaldis och familjen bracksteklar. Inga underarter finns listade i Catalogue of Life.